# Apostelkirche (Dresden)

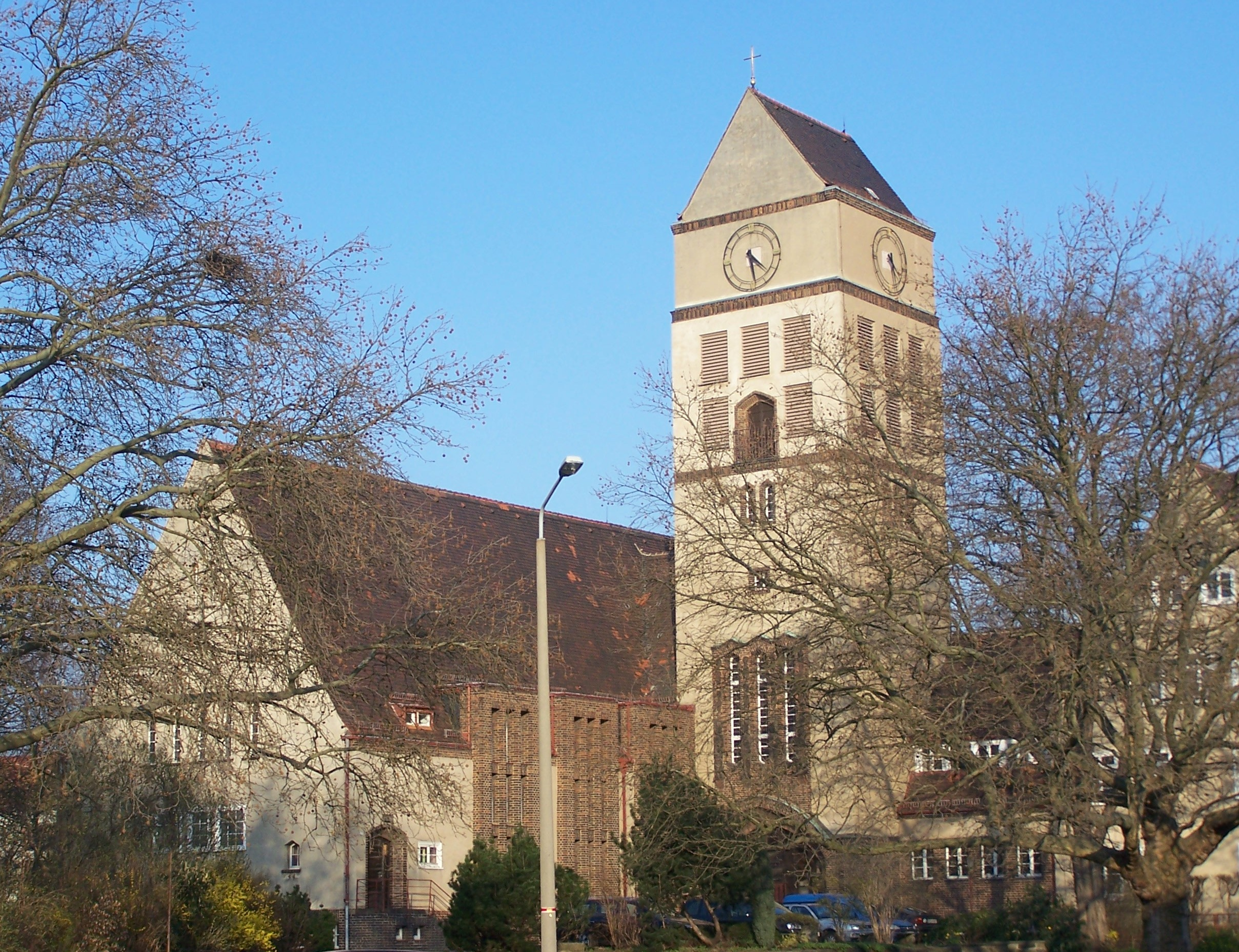
Apostelkirche

Die Apostelkirche in Dresden wurde in den Jahren 1927 bis 1929 nach Entwürfen des Architekten Oswin Hempel errichtet. Heute gehört sie zur ca. 6000 Gemeindeglieder zählenden evangelisch-lutherischen Laurentiuskirchgemeinde Dresden-Trachau im Nordwesten von Dresden.

## Geschichte

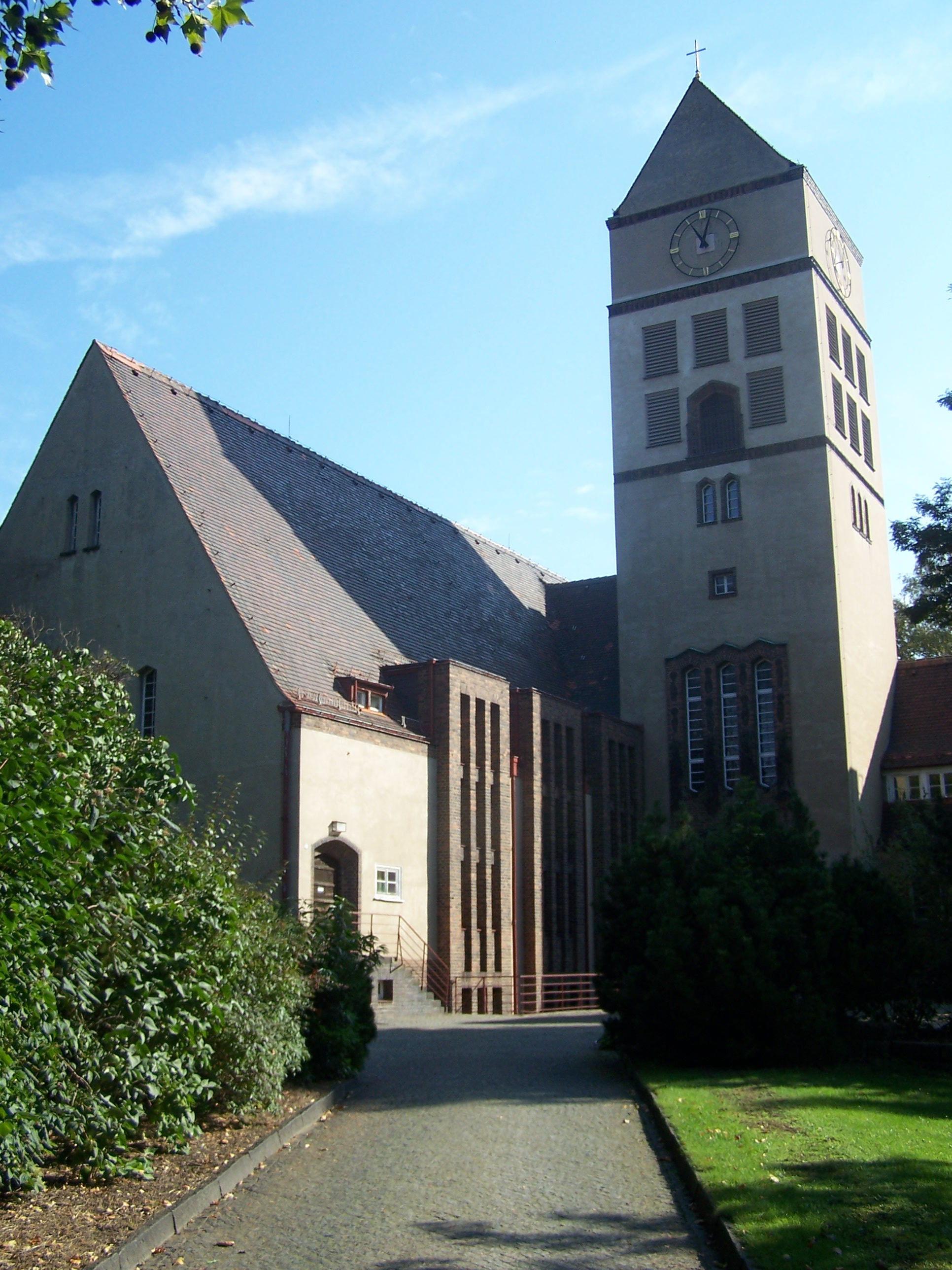
Apostelkirche, Eingangsbereich

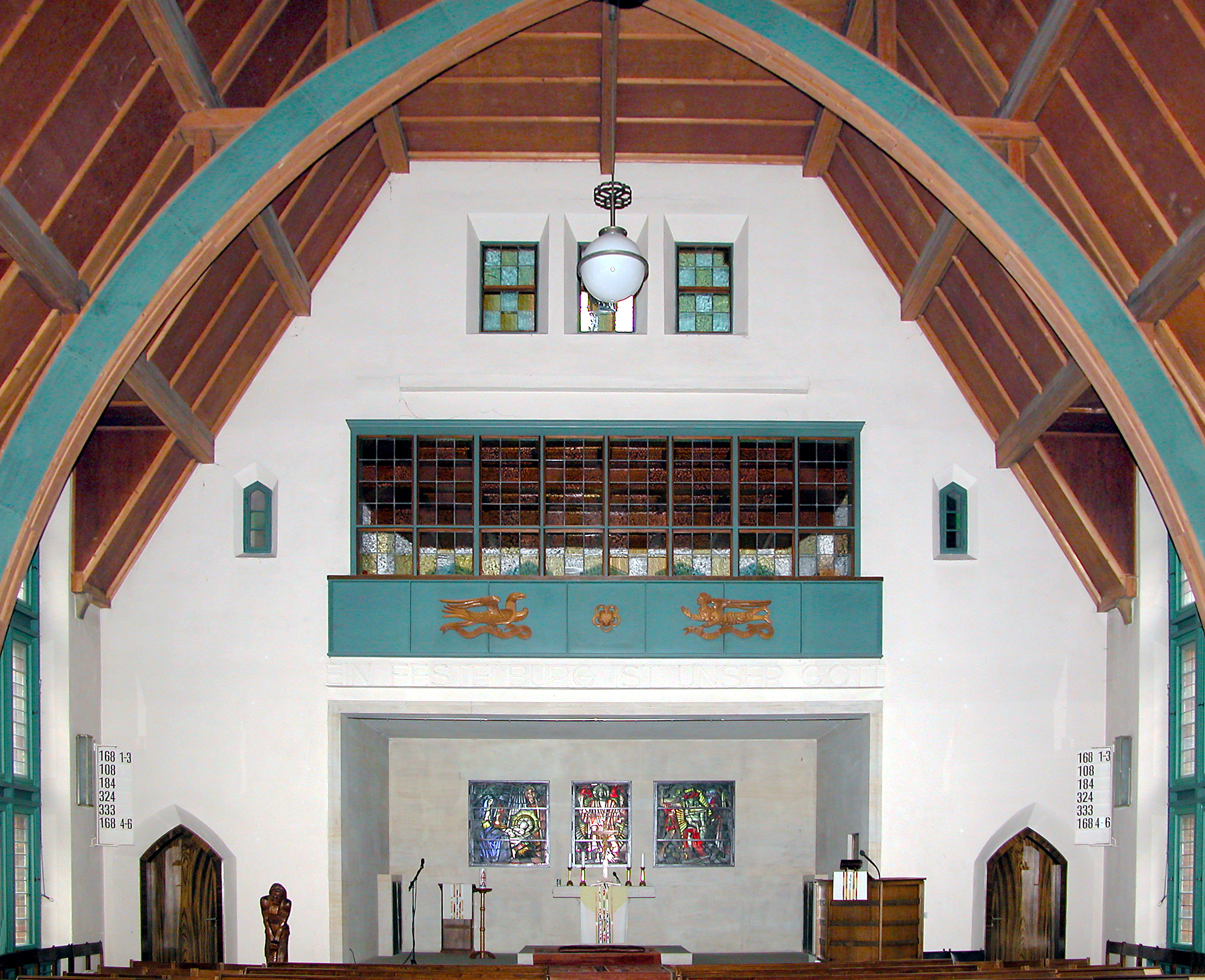
Apostelkirche, Blick zum Altar

Trachau, das 1242 erstmals urkundlich erwähnt wurde, gehörte ursprünglich zum Kirchspiel der St.-Laurentius-Kapelle in Kaditz (heute Emmauskirche), wo sich auch die Kirchschule für die Gemeinde befand. Im Zuge der Reformation fand in Kaditz 1539 der erste evangelische Gottesdienst statt. Durch die Industrialisierung stieg die Einwohnerzahl der Gemeinden im 19. Jahrhundert stark an, sodass der Ort Trachau ein eigenes Gotteshaus benötigte. Von 1873 bis 1898 fanden die Gottesdienste in der alten Schule auf der heutigen Straße Alttrachau 52 statt, 1897 wurde eine Hilfsgeistlichenstelle für den Ort eingerichtet. Nach der Eröffnung der neuen Trachauer Schule 1899 nutzte man ihre Turnhalle als Ort für Gottesdienste und errichtete 1901 im Schulgarten einen Glockenstuhl mit drei Glocken.
1908 trennte sich eine eigenständige Trachauer Gemeinde von der Kaditzer Gemeinde ab und nannte sich nun Apostelkirchgemeinde. Im gleichen Jahr stellte der Gutsbesitzer Johann Heinrich Trobisch der Gemeinde ein Grundstück für einen Kirchenbau zur Verfügung, woran noch heute ein Bild und eine Inschrift am Grundstein im Kellergeschoss der Kirche erinnern. Durch Geldmangel und den Ersten Weltkrieg war aber lange Jahre nicht an einen Neubau zu denken. Erst am 9. Oktober 1927 erfolgte schließlich die Grundsteinlegung für ein Gemeindezentrum. Der Entwurf von Oswin Hempel sah ursprünglich eine Kirche als später auszuführenden Bauabschnitt (auf dem Gelände des heutigen Kindergartens) vor, was jedoch niemals umgesetzt wurde.

„Gott schirme, was von Menschenhand gebaut, und gebe seine Gnade, dass durch dieses Haus auch jenes andere Haus immer mehr in die Höhe wachse, von dem das Apostelwort redet: Ihr als die lebendigen Steine, bauet euch zum geistlichen Hause!“

Im Jahr 1958 erhielt die Kirche eine neue Orgel von Alexander Schuke. Zehn Jahre später begann die Außen- und Innenerneuerung des Baus, bei der auch der Turm repariert wurde. Im Jahr 2006 wurden der Glockenstuhl und die Glocken saniert.
Bei einer Sanierung 2011/2012 wurde das Kirchenschiff neu verputzt und zusammen mit dem Kirchturm neu gestrichen. Auch das gesamte Kirchendach wurde mit rund 4.000 Ziegeln neu gedeckt. Die Baukosten beliefen sich auf 300.000 Euro, davon trugen die Landeskirche 145.000 Euro, die Stadt Dresden 23.000 Euro und die Gemeinde 132.000 Euro. Auch die Orgel konnte für 24.000 Euro saniert werden. Sie war infolge des Orkans Kyrill 2007 durch eindringendes Wasser schwer beschädigt worden.
Seit der Vereinigung der Apostelkirchgemeinde mit der Laurentiuskirchgemeinde Dresden Kaditz-Pieschen und der Weinbergskirchgemeinde ist die Apostelkirche Teil der Laurentiuskirchgemeinde.

## Beschreibung
Der mit Plastiken von Stephan Hirzel und Kurt Dämmig geschmückte Bau gilt als neu-sachliches Gebäude mit „expressionistischen Einsprengseln“. Eine Architektur der „milderen Art des reformierenden spätexpressiven Bauens“ prägt den Sakralbau. Die Dekoration erfolgte im Stil des Backsteinexpressionismus als spezielle Variante expressionistischer Architektur unter Verwendung von rotbraunen, uneinheitlich gefärbten Ziegeln.
Die Taufkapelle ist mit einer Wandgestaltung von Hans Nadler in Sgraffitotechnik ausgeschmückt. Drei Putzschichten (braun, beige und weiß) sind ausgekratzt. Es sind Szenen aus dem Leben Jesu dargestellt.

### Vorgängergeläut
Das erste Vorgängergeläut aus dem Jahr 1901 bestand aus drei Bronzeglocken. Im Jahr 1917 mussten zwei Glocken als Metallspende abgegeben werden.
Im Folgenden eine Datenübersicht über das Geläut von 1901 bis 1917:
| Nr. | Gussdatum | Gießer                            | Durchmesser | Masse   | Schlagton |
| --- | --------- | --------------------------------- | ----------- | ------- | --------- |
| 1   | 1901      | Glockengießerei C.Albert Bierling | 1470 mm     | 1700 kg | des´      |
| 2   | 1901      | Glockengießerei C.Albert Bierling | 1170 mm     | 965 kg  | f´        |
| 3   | 1901      | Glockengießerei C.Albert Bierling | 950 mm      | 457 kg  | as´       |

Das zweite Vorgängergeläut aus dem Jahr 1922 bestand aus drei Bronzeglocken. Im Jahr 1942 mussten zwei Glocken als Metallspende abgegeben werden.
Im Folgenden eine Datenübersicht über das Geläut von 1922 bis 1942:
| Nr. | Gussdatum | Gießer                            | Durchmesser | Masse   | Schlagton |
| --- | --------- | --------------------------------- | ----------- | ------- | --------- |
| 1   | 1922      | Glockengießerei C.Albert Bierling | 1450 mm     | 1540 kg | des´      |
| 2   | 1922      | Glockengießerei C.Albert Bierling | 1150 mm     | 810 kg  | f´        |
| 3   | 1901      | Glockengießerei C.Albert Bierling | 950 mm      | 457 kg  | as´       |

Das dritte Vorgängergeläut aus dem Jahr 1954 bestand aus zwei Eisenhartgussglocken und der verbliebenen Bronzeglocke. Im Jahr 2006 wurde das Geläut erneuert.
Im Folgenden eine Datenübersicht über das Geläut von 1954 bis 2006:
| Nr. | Gussdatum | Gießer                                   | Durchmesser         | Material | Masse   | Schlagton |
| --- | --------- | ---------------------------------------- | ------------------- | -------- | ------- | --------- |
| 1   | 1954      | Glockengießerei Schilling und Lattermann | Eisenhartgussglocke | 1400 mm  | 1343 kg | f´        |
| 2   | 1954      | Glockengießerei Schilling und Lattermann | Eisenhartgussglocke | 1050 mm  | 492 kg  | b´        |
| 3   | 1901      | Glockengießerei C.Albert Bierling        | Bronzeglocke        | 950 mm   | 457 kg  | as´       |

## Geläut
Von den ursprünglichen Glocken des Geläuts im provisorischen Glockenstuhl wurden während des Ersten Weltkriegs zwei für Rüstungszwecke eingeschmolzen. Im Jahr 1922 erhielt die Gemeinde zwei neue Glocken, die jedoch aus dem gleichen Grund im Zweiten Weltkrieg abgegeben werden mussten. Im Jahr 1955 bekam die Gemeinde zwei Gussstahl-Glocken von der Glockengießerei in Apolda. Im Zuge der Rekonstruktion des Glockenstuhls 2006 wurden diese durch zwei neue Bronzeglocken aus Lauchhammer ersetzt.
|            | Name/Bezeichnung   | Herkunft (Gießerei) und Jahr     | Glockeninschrift                 | Durchmesser | Masse   |
| ---------- | ------------------ | -------------------------------- | -------------------------------- | ----------- | ------- |
| Glocke I   | „Regenbogenglocke“ | Kunstgießerei Lauchhammer 2006   | „Ehre sei Gott in der Höhe“      | 1217 mm     | 1160 kg |
| Glocke II  | „Taufglocke“       | C. Albert Bierling, Dresden 1901 | „Den Menschen ein Wohlgefallen!“ | 950 mm      | 457 kg  |
| Glocke III | „Friedensglocke“   | Kunstgießerei Lauchhammer 2006   | „Friede auf Erden“               | 933 mm      | 513 kg  |